# Calcio Catania
Calco Catania, je talijanski nogometni klub iz Catanie koji se trenutačno natječe u Serie B.

## Povijest
Klub je osnovan 1908. pod imenom A.S. Educazione Fisica Pro Patria. Današnje ime nosi od 1946. Većinu svoje povijesti proveli su u Serie B, a od sezone 2006./07. se ponovno nakon 22 godine natječu u Serie A. Catania je svoje najuspješnije razdoblje imala 1950-ih i 1960-ih, kada su dva puta završili na 8. mjestu Serije A, što je njihov najveći uspjeh. Tada su također igrali i u finalu Kupa Alpa. Svoje domaće utakmice, od 1937. igraju na stadionu Angelo Massimino, nazvanom prema dugogodišnjem Catanijinom predsjedniku.

## Naslovi

### Domaći
- Serie B

- Prvak (1): 1953./54.

- Serie C/Serie C1

- Prvak (5): 1938./39., 1947./48., 1948./49., 1974./75., 1979./80.

- Serie C2

- Prvak (1): 1998./99.

- Serie D

- Prvak (1): 1994./95.

### Međunarodni
- Kup Alpa

- Finalist (1): 1964.

## Poznati bivši igrači
| - Enzo Bearzot - Amedeo Biavati - Riccardo Carapellese - Fabio Gatti - Gennaro Sardo - Christian Terlizzi |  | - Claudio Ranieri - Ennio Mastalli - Giovanni Vavassori - Giuseppe Mascara - Pedrinho - Cinesinho |  | - Luis Oliveira - Johan Walem - Juan Vargas - Nicolae Dică - Albano Bizarri |

## Predsjednici kluba
| Predsjednik                     | Period        |
| ------------------------------- | ------------- |
| Santi Passanisi Manganaro       | 1946. – 1948. |
| Lorenzo Fazio                   | 1948. – 1951. |
| Arturo Michisanti               | 1951. – 1954. |
| Giuseppe Rizzo                  | 1954. – 1956. |
| Agatino Pesce Michele Giuffrida | 1956. – 1959. |
| Ignazio Marcoccio               | 1959. – 1969. |
| Angelo Massimino                | 1969. – 1973. |

| Predsjednik         | Period        |
| ------------------- | ------------- |
| Salvatore Coco      | 1973. – 1974. |
| Angelo Massimino    | 1974. – 1987. |
| Angelo Attaguile    | 1987. – 1991. |
| Salvatore Massimino | 1991. – 1992. |
| Angelo Massimino    | 1992. – 1996. |
| Grazia Codiglione   | 1996. – 2000. |
| Riccardo Gaucci     | 2000. – 2004. |
| Antonino Pulvirenti | 2004. – 2015. |

## Klupski rekordi
- Najviša pozicija u Serie A: 8. mjesto, sezona 1960./61. i 1964./65.
- Najviše ligaških nastupa: 281, Damiano Morra (1975. – 1984.)
- Najviše ligaških golova: 47, Guido Klein i Adelmo Prenna.
- Najviše nastupa u Serie A: 150, Giuseppe Vavassori (1961. – 1966.)

## Vanjske poveznice
- Službena stranica  Arhivirana inačica izvorne stranice od 13. svibnja 2019. (Wayback Machine)